# Yasuko Konno
Yasuko Konno är en japansk före detta bordtennisspelare och världsmästare i mixed dubbel och lag. Hon har även varit asiatisk mästare i mixed dubbel.
Hon spelade sitt första VM 1969 och 1973, 5 år senare sitt 3:e och sista. Under sin karriär tog hon 3 medaljer i bordtennis-VM, 2 guld  och 1 brons.

## Meriter
- Bordtennis VM
  - 1969 i München
    - 1:a plats mixed dubbel (med Nobuhiko Hasegawa)
    - 3:e plats med det japanska laget

  - 1971 i Prag
    - Kvartsfinal dubbel
    - 1:a plats med det japanska laget

- Asiatiska mästerskapen TTFA/ATTU
  - 1970 i Nagoya
    - 2:a plats singel
    - Kvartsfinal  mixed dubbel
    - 2:a plats med det japanska laget

  - 1972 i Peking
    - Kvartsfinal dubbel
    - 1:a plats mixed dubbel (med Nobuhiko Hasegawa)
    - 2:a plats med det japanska laget